# Bibliothèque nationale du royaume du Maroc
La Bibliothèque nationale du royaume du Maroc (BNRM) est une bibliothèque nationale créée en 1926 au Maroc en tant qu'établissement public doté de ce statut en raison de son «Dépôt légal» et de sa publication de la «Bibliographie Nationale marocaine». C’est avant tout une bibliothèque de recherches spécialisées dont le fonds est garni d’ouvrages en français et en arabe sur des sujets diverses portant sur le Maroc, le Maghreb, à l’Occident musulman et l’Islam.
Située au cœur de Rabat dans le quartier de l'Agdal, elle est sous la tutelle du ministère de la Culture.

## Histoire

### Fondation
La conception d'une bibliothèque moderne au Maroc remonterait au tout début du protectorat français dans le pays en 1912. Elle aurait commencé à se matérialiser en 1919 avec l’initiative du général Lyautey, qui est alors le Résident Général de la France au Maroc, qui décide de construire dans la capitale administrative du Maroc, soit Rabat, la bibliothèque publique moderne, sous le nom de Bibliothèque Générale et Archives (BGA).
Avec la construction de locaux près de l’Institut des hautes études marocaines (IHEM) et la constitution de ses collections à partir, essentiellement, des fonds documentaires de l'IHEM, qui comprenaient des manuscrits et imprimés.
Le rôle de l'IHEM est essentiel dans le processus de fondation de la Bibliothèque de Rabat. En effet, celle-ci a été initialement constituée grâce aux fonds de la Bibliothèque de l'IHEM, dont l'objectif est de promouvoir et d'encourager la recherche au Maroc. Ainsi, l'intention de rassembler ces fonds d'archives dans le cadre de la création de la bibliothèque vise à regrouper en un seul et même lieu l'ensemble des documentations pertinentes sur le Maroc, afin d'en assurer la conservation et de les rendre accessibles au public.
En 1924, la bibliothèque, dite «Bibliothèque générale» (BG), s'est établie dans ses locaux définitifs, puis par le dahir du 1er novembre 1926, est devenue un établissement public doté de la personnalité morale et de l’autonomie financière. Le premier conservateur de la BGA est Pierre de Cénival.
Effectivement, l’intérieur de la bibliothèque se veut reproduire l’intérieur d’une maison type marocaine en ayant plus particulièrement un patio fleuri et une porte vitrée. L’espace dont dispose la Bibliothèque générale est assez limité. En 1924, elle comprend:
- 48 places assises dans la Salle de lecture publique.
- 12 places assises dans la Salle réservée aux enseignants.
- 15 places assises dans la Salle de lecture privée intitulée « Section des manuscrits»[1].

Son espace est bien organisé malgré tout, grâce à la présence de thème spécifique qui différencie les salles. Soit:
- Religion et théologie;
- Histoire et géographie;
- Droit, comptabilité, gestion, économie et finance;
- Sciences sociales

La salle la plus prisée par les utilisateurs est dédiée à la religion et à la théologie. Elle se distingue par son espace généreux et son décor élégant, et abrite la collection la plus complète. Cette salle propose principalement des ouvrages en arabe, tandis que les trois autres salles offrent davantage de publications en français et en anglais. Pour optimiser son fonctionnement, la bibliothèque est dotée d'un moteur de recherche, et les ouvrages sont identifiés par des côtes.
Les premières collections de la Bibliothèque comprennent également le fonds provenant de la Bibliothèque de la «Mission scientifique du Maroc», qui se compose principalement des revues Les Archives marocaines et La Revue du Monde musulman.

### Histoire récente
En 1998, le Ministère de la Culture relance le projet de construction de la Bibliothèque nationale, qui est approuvé par le roi Hassan II. Ce dernier a désigné l'établissement sous le nom de Bibliothèque nationale du Royaume du Maroc (BNRM) et a alloué des fonds au projet, notamment ceux provenant du Fonds Hassan II pour le développement économique et social.
Près de quatre-vingt-dix ans plus tard, par la loi no 76-99 promulguée par le dahir no 01-03-200 du 11 novembre 2003, elle a été rebaptisée «Bibliothèque nationale du royaume du Maroc» et son statut d'établissement public a été reconduit, sa tutelle étant assurée par le ministère de la Culture, conformément au décret no 2-99-1028 pris en application de ladite loi. Parallèlement, le professeur Driss Khrouz en est devenu le directeur.
En décembre 2017, l'artiste Tarek Benaoum est invité à peindre sur l'une des façades.

## Statut et missions
La BNRM a une mission de collecte, d’archivage et d’entretien (conservation, restauration), en particulier de tout ce qui se touche au patrimoine du Maroc mais aussi des activités de recherche et de diffusion de la culture grâce notamment à l’organisation régulière d’expositions ou de conférences à destination du grand public.
Ainsi, la BNRM expose sa mission comme étant en quatre volets:
1. De collecter, traiter, conserver et diffuser le patrimoine documentaire national ainsi que les collections documentaires étrangères représentatives des connaissances de l'humanité; à ce titre, elle est chargée de :
  - assurer la réception et la gestion du dépôt légal, conformément à la législation et à la réglementation en vigueur,
  - élaborer et diffuser la bibliographie nationale,
  - acquérir par achat, don ou échange les documents nationaux et étrangers manuscrits, imprimés, estampes, cartes, plans, partitions musicales, photographies, documents sonores, audiovisuels et informatique, monnaies et médailles,
  - cataloguer, analyser et classer les documents dont elle a la garde et constituer des instruments de rechercher bibliographiques,
  - assurer la préservation et la conservation de ses propres collections documentaires et proposer les mesures nécessaires en vue de préserver le patriomoine documentaire national,
  - gérer le numéro international normalisé des monographies (ISBN) et le numéro international normalisé des publications en série (ISSN) sur le plan national ;
2. De promouvoir et de faciliter l'accès à ses collections documentaires et à l'information bibliographique. À ce titre, elle est chargée de :
  - mettre ses collections documentaires à la disposition du public sous réserve de la législation relative à la propriété intellectuelle,
  - fournir un service d'information bibliographique, en utilisant notamment les nouvelles technologies, afin de faciliter l'accès aux documents des autres bibliothèques nationales et étrangères,
  - offrir un service d'information et de documentation à distance,
  - faire connaître ses collections documentaires au moyen de publications, d'expositions et de manifestations culturelles,
  - fournir des services documentaires et informationnels spécialisés aux personnes handicapées ;
3. D'assurer un rôle de coordination et de coopération au sein du réseau national des bibliothèques. À ce titre, elle est chargée de :
  - élaborer et veiller à l'application des normes relatives aux traitements bibliographiques, documentaires et informatiques à l'échelle nationale,
  - coopérer avec d'autres bibliothèques, centre de documentation et d'information nationaux et étrangers, notamment dans le cadre des échanges et des réseaux documentaires,
  - proposer et mettre en œuvre, à l'échelle nationale, des programmes de traitement, de sauvegarde et de diffusion du patrimoine manuscrit,
  - mener, dans le cadre des missions qui lui sont dévolues, des actions de conseil, d'assistance technique et de formation ;
4. De participer à l'activité scientifique nationale et internationale et d'élaborer des programmes de recherche en relation avec ses missions et avec le patrimoine documentaire dont elle a la charge.

## Collection
- Plus de 340 000 livres
- Plus de soixante mille manuscrits
- Plus de dix mille titres de périodiques, revues et journaux
- Plus de quatre mille cartes et plans
- Plus de huit mille photographies, quatre cents clichés sur verres et mille deux cents photogravures

### Acquisition
La BNRM procède à des acquisitions régulièrement afin d'enrichir son fonds documentaire, de mettre à jour ses collections de monographies et de périodiques et ainsi de diffuser ces collections à ses usagers. Elle procède aux acquisitions au travers du dépôt légal, adopté en 2003 (Dahir no 1-03-201, loi no 68-99), qui oblige tous les documents. Cela n’a pas toujours été le cas. La fonction de la bibliothèque, qui consiste à conserver la production nationale, se révèle difficile à mettre en œuvre. En effet, selon le dahir du 7 octobre 1932, tous les ouvrages doivent être déposés avant leur diffusion en quatre exemplaires. Bien que cette procédure soit essentielle pour garantir la conservation de l'ensemble de la production nationale, elle est souvent peu respectée par les éditeurs.

## Bibliothèque
Reconstruite en 2008, la bibliothèque nationale est située au cœur de la capitale, Rabat. Elle est destinée à un large  public, incluant les étudiants et les chercheurs. Son objectif est de rendre le savoir accessible aux jeunes lecteurs et de promouvoir le patrimoine marocain par le biais de sa diffusion et de sa valorisation.
Dans cette perspective, le programme «Qatar Reads» remet des livres à la Bibliothèque nationale du Royaume du Maroc dans le cadre de l'année culturelle Maroc-Qatar 2024. Ce programme propose des kits de lecture visant à susciter l'intérêt pour la lecture chez les enfants âgés de 3 à 13 ans.
La bibliothèque fut conçue par les architectes Rachid Andaloussi et Abdelouahed Mountassir. Construite sur deux étages, la bibliothèque à une surface de 18 250 m2 et la construction de la bibliothèque coûta 26 millions d'euros. La bibliothèque comprend d’un jardin, d’une terrasse en plein air et d’une esplanade.
Le bâtiment comporte :
- 248 places assises ;
- seize ordinateurs de consultations ;
- sept postes de lecture de microfilms ;
- un amphithéâtre équipé de projecteurs, d'un grand écran, de matériel audio et de sonorisation. L'amphithéâtre a une superficie de 598 m2 et a une capacité de trois cents personnes ;
- une salle d'exposition sonorisé avec une superficie de 300 m2
- un hall d'accueil avec un vestiaire ;
- trois salles de formation et de conférences ;
- une cafétéria avec une capacité de deux cents places assises ;
- une boutique de la Bibliothèque nationale du royaume du Maroc ;
- une salle de prière d'une capacité de trente personnes.

### Accords entre Bibliothèque nationale
Un accord a été signé entre la Bibliothèque nationale du Maroc et la Bibliothèque nationale de France le 13 mai 2024, lors de la 29e édition du Salon du livre, qui se tient à Rabat. Cet accord vise à établir un partenariat pour renforcer la coopération dans les domaines de la numérisation, de la gestion des bibliothèques et de la formation. Il a été signé par la directrice par intérim de la Bibliothèque nationale du Royaume du Maroc, Latifa Moftaqir, et le président de la Bibliothèque nationale de France, Gilles Pécout.